# Jean-Henri Burgaud des Marets
Pour les articles homonymes, voir Burgaud.
 (mars 2020).
Si vous disposez d'ouvrages ou d'articles de référence ou si vous connaissez des sites web de qualité traitant du thème abordé ici, merci de compléter l'article en donnant les références utiles à sa vérifiabilité et en les liant à la section « Notes et références ».
Jean-Henri Burgaud des Marets, né le 2 novembre 1806 à Jarnac (Charente) et mort le 6 octobre 1873 à Paris, est un linguiste et auteur d'expression saintongeaise. Il a abordé avec talent et succès différents genres littéraires, mais ce sont surtout ses études sur les dialectes et patois qui lui ont valu sa notoriété.

## Biographie
Ses parents tenaient un commerce de draperies dans une modeste boutique de Jarnac.
Il fait ses études secondaires au collège de Bordeaux et est reçu bachelier ès-lettres en 1824. Il part faire des études de droit à Paris et obtient sa licence de droit le 16 mai 1829. Il s’inscrit en 1830 au barreau de Paris, où son nom figurera de 1833 à 1873.
Il se lance alors dans l’étude des langues, idiomes et dialectes tout en préparant sa thèse de doctorat en droit, soutenue avec succès en 1837. Il connaît le grec, le latin, l'anglais, l'espagnol, l'italien, l'allemand ainsi que le polonais.
Vivant à Paris, il revient régulièrement, généralement au moment des vendanges, à Jarnac, où il aime retrouver ses racines, notamment en discutant avec les paysans dont le langage mêle les mots de la langue d'oïl à ceux du français ; cela lui permet de fixer le dialecte saintongeais dont il pressent qu'il est en voie de disparaître.
En 1840, il réside rue La Bruyière.
Vers 1869, sa santé s’altère, mais il fait tout de même partie du comité de reconstitution de la bibliothèque du Louvre, incendiée par les insurgés de la Commune dans la nuit du 23 au 24 mai 1871.
Il décède quelques mois plus tard à Paris mais est inhumé le 10 octobre 1873 à Jarnac, dans le caveau familial du cimetière des Grand’ Maisons (où a aussi été inhumé le président François Mitterrand).

## Œuvres
Il réalise une traduction de deux œuvres d'Adam Mickiewicz, Konrad Wallenrod, poème exaltant le sentiment patriotique polonais (1830), et Dziady ou la Fête des morts (1834). Il est alors lié avec la Grande Émigration, qui à la suite de l'échec de l'insurrection de 1830-1831, amène de nombreux Polonais à s'exiler en France.
En 1849, il publie un premier livre de fables, Fables en patois charentais (dialecte du canton de Jarnac), inspirées de La Fontaine. En 1852, paraît un Nouveau Fabelier jarnacois. Encouragé par le succès de ses premières fables, il va écrire des contes. Entre-temps, en 1850, il collabore à la Bibliotheca scatologica de Jannet, Payen et Veinant.
Il traduit la Parabole de l’enfant prodigue en dialecte saintongeais (1853) et donne libre cours à sa verve dans une comédie bouffonne, Molichou et Garçounière (1853).
Son œuvre la plus importante est une édition des œuvres de Rabelais en collaboration avec Edmé Rathery, deux volumes parus en 1857 et 1858, réédités à six reprises entre 1870 et 1893.
En 1859, un Recueil de fables et contes en patois saintongeais (avec traduction en regard) paraît chez Firmin Didot, contenant vingt et une pièces.
En 1860, paraissent deux éditions d’In p’tit pilot d’achets, composées entièrement de poésies nouvelles, suivies, en 1861, des deux éditions de Encoère ine tralée d’achets.
Cette même année 1861 paraît un Glossaire du patois rochelais, suivi d’une Liste d’expressions vicieuses usitées à La Rochelle et le Dialogue de Jean-l’-sot et de Piarre Niquedouye et la Trâlée d’achets, qu’avian resté d’dan le pot a creite a Beurgau.
En 1864, paraît La Malaisie à Pierre Bounichon, coumédie saintongeoèse qu’in noumé Beurgaud at afistolé p’divarti soédisant lés belle Rochefortoèse.
Il fait paraître à Londres Le Saint Évangile selon Saint Mathieu, en patois saintongeais.
Vers 1869, il poursuit la rédaction du Commentaire et du glossaire des Essais de Montaigne.
Ses projets de publication tournent alors court ; sa traduction du Livre de pèlerinage des Polonais de Mickiewicz, ainsi que son essai sur Les Poètes hongrois, sont restés inédits.
Des œuvres en saintongeais paraîtront après sa mort dans de nombreux journaux et revues.

## Hommages
À Jarnac, une fontaine avec une plaque commémorative est élevée à sa mémoire sur la place du marché qui porte son nom.
En 1909, son nom est donné à la rue de la Corderie de Jarnac, et quelque temps plus tard, à la rue de l’Éclair à Saintes.